# Festinec
Festinec is een plaats in de gemeente Gradec in de Kroatische provincie Zagreb. De plaats telt 70 inwoners (2001).